# Fernand Ledoux

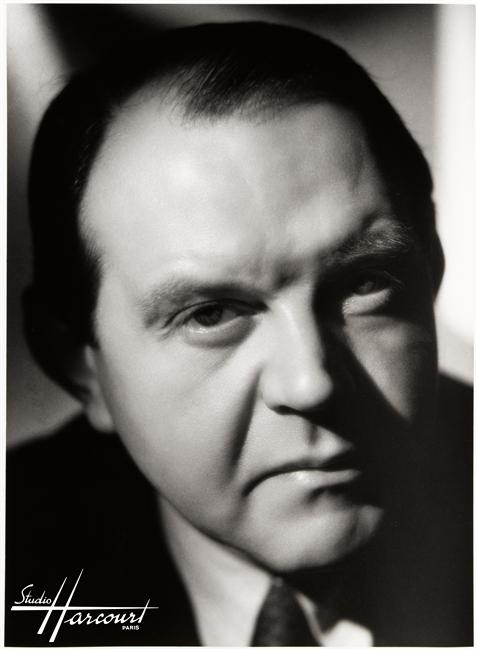
Fernand Ledoux.

Fernand Ledoux, född 24 januari 1897 i Tirlemont, Belgien, död 21 september 1993 i Villerville, Frankrike, var en fransk skådespelare av belgiskt ursprung. Ledoux medverkade i ett åttiotal filmer och är kanske främst känd för sin roll som tågkonduktören Roubaud i Jean Renoirs Människans lägre jag, från 1938.

## Filmografi, urval
- 1936 – Mayerlingdramat
- 1938 – Människans lägre jag
- 1941 – Mordet på jultomten
- 1941 – Hennes första rendez-vous
- 1941 – Stormnätter
- 1943 – Det hände på värdshuset
- 1945 – Trollmakt
- 1949 – Manslukerskan
- 1954 – På en vind i Paris
- 1958 – Samhällets olycksbarn
- 1960 – Sanningen
- 1962 – Det fördolda
- 1962 – Den längsta dagen
- 1962 – Processen
- 1970 – Flickan med åsneskinnet
- 1973 – Kvinnan i snön
- 1977 – Alice
- 1977 – Utan nåd